# أختر عبد الرحمن
أختر عبد الرحمن هو جنرال باكستاني ولد في 11 يونيو 1924 وتوفي في 17 أغسطس 1988.
كان أختر جنرالاً شغل منصب رئيس لجنة الأركان المشتركة للقوات المسلحة الباكستانية في الفترة الواقعة ما بين 1987-1988 وكان مديراً عاماً لوكالة المخابرات الباكستانية من 1979-1987. تعاون الجنرال كمدير لوكالة المخابرات مع وكالة الاستخبارات المركزية الأمريكية ونظم شبكة المقاومة للمجاهدين الأفغان لمكافحة تواجد الاتحاد السوفييتي. نجح في نهاية المطاف بإجبار السوفييت على الخروج من أفغانستان. اعتبر الجنرال أختر ثاني أقوى رجل في البلاد نظراً لصداقته مع الجنرال ضياء الحق رئيس باكستان في فترة الديكتاتورية العسكرية التي استمرت 11 عاما. أغتيل في حادث تحطم الطائرة الذي استهدف الجنرال ضياء والسفير الأمريكي في باكستان أرنولد لويس رافاييل. دخل أبناؤه همايون أختر خان وهارون أختر خان امجال السياسي بعد وفاته وانتُخبوا أعضاءاً في البرلمان وترأّسوا مناصب وزارية رئيسية عدة مرات.

## التعليم
ولد أختر عبد الرحمن خان في 11 يونيو عام 1924 لعائلة كاكازي البشتونية في بيشاور وهي مقاطعة هندية بريطانية على الحدود الشمالية الغربية، عمل والده الدكتور عبد الرحمن أختر في مستشفى حكومي في بيشاور. بحسب آغا همايون أمين وهو ضابط سابق من الجيش الباكستاني ومؤرخ عسكري، كان أختر عبدالرحمان بشتوني بالأصل لكنه تلقى تربية بنجابية وكانت لغته اللغة البنجابية. فقد أختر والده وهو في الرابعة من عمره وربته والدته بعد أن انتقلت العائلة إلى شرق البنجاب في الهند البريطانية. التحق بجامعة فيصل آباد الحكومية في عام 1941 وحصل لاحقاً في عام 1945 على شهادة البكالوريوس في الإحصاء، ثم حصل على درجة الماجستير في الاقتصاد عام 1947.

## مسيرته العسكرية

### ترقياته
انضم الجنرال أختر عبد الرحمن في عام 1946 للجيش الهندي البريطاني وأصبح لاحقاً في عام 1949 قائداً في الجيش الباكستاني. عُيّن بعد التقسيم كمدرب في مدرسة المدفعية في ناوشيرا، واختير لاحقاً لعمل دورة تدريبية في سلاح المشاة مع الجيش البريطاني وأُرسل على أساسها لإكمال الدورة في المملكة المتحدة. رُقّي بعد عودته إلى باكستان لرتبة جنرال وعُيّن في الفترة ما بين أبريل 1954 حتى أكتوبر 1954 كمستشار عسكري للجيش الباكستاني الشرقي. نُقل لاحقاً إلى مقر القيادة العامة كضابط أركان وشغل هذا المنصب في الفترة من أبريل 1956 حتى فبراير 1957. شارك بنشاط في الحرب الهندية الباكستانية في عام 1965 ودافع عن قطاع لاهور بشراسة هذا ما أدى لترقيته إلى رتبة ملازم ليبقى الرجل الثاني في فوج المشاة في لاهور. رُقي بعد الحرب إلى رتبة عقيد عندما كان يتمركز في الفيلق الرابع، ورُقي لاحقاً إلى رتبة عميد ونُقل إلى الأجزاء الشمالية من البلاد ليقود لواء المشاة في آزاد كشمير.
رُقي مرة أخرى في عام 1971 لرتبة لواء بنجمتين حيث شغل منصب القائد العام لقوات المشاة الثانية عشرة والمتمركزة في موري. اُعتبر الجنرال أختر، ونظراً لكونه قائداً لوحدة المشاة الثانية عشرة، قريباً جداً من رئيس الوزراء ذو الفقار علي بوتو إذ استقبل بوتو شخصياً كلما زار مكتب قيادة الفرقة الثانية عشرة. لم يشارك في الانقلاب العسكري الذي حدث عام 1977، كما عارض قانون الأحكام العرفية وبشكل خاص إقالة رئيس الوزراء ذو الفقار علي بوتو. عُيّن بعد ستة أشهر من الانقلاب العسكري الذي حدث في عام 1977 في منصب جنرال في القيادة العامة وبقي لمدة عامين في هذا المنصب، وعلم خلال ذلك الوقت بالمؤامرة التي قام فيها الملازم الأول فايز علي تشيشتي من فريق اكس كوربس والذي كان أحد المقربين من الجنرال ضياء الحق، إذ قام بالتمرد والتآمر من أجل القيام بانقلاب عسكري في البلاد. تلقى أختر مكالمة من الجنرال تشيشتي في وقت مبكر من عام 1979 والتقى به في مكتبه في منطقة تشاكلالا العسكرية، حيث أبلغه في هذا الاجتماع بالمؤامرة التي تهدف للإطاحة بالجنرال ضياء الحق وطلب منه المساعدة. كان لدى تشيتشي -وفقاً لوحدة الاستخبارات في نيوز إنترشناشيونال- انطباعاً بأنه ونظراً لعدم ترقية عبد الرحمن فإنه سوف يقبل الدعوة بالمشاركة في الانقلاب، خاصة بعد وعده له بأنه في حال نجاح الانقلاب فإنه لن تتم ترقيته فحسب، بل سيصبح أحد أركان النظام الجديد. اتصل الجنرال أختر فور عودته للقيادة العامة بالجنرال ضياء الحق وأحبط المؤامرة المزمع تنفيذها ضده. منح الرئيس ضياء الحق اللواء أختر ترقية ليصبح مديراً عاماً لوكالة الاستخبارات الباكستانية.

### الحرب السوفييتية الأفغانية
اعتقد كبار القادة العسكريين في باكستان بقيادة الجنرال أختر أن باكستان ستكون الهدف التالي للاتحاد السوفييتي بعد نشره لجيشه الأربعين في أفغانستان، إذ شعروا أنها ستكون هدفاً رئيسياً للغزو في المستقبل بسبب الموقع الاستراتيجي لباكستان وبالنظر لحقيقة أنها تمتلك موانئ دافئة على بحر العرب، بالتالي بات الغزو السوفييتي لأفغانستان تهديداً للأمن القومي الباكستاني مما دعا وكالة الاستخبارات الباكستانية الأولى والتي تقودها الاستخبارات الباكستانية برئاسة الجنرال أختر لتقديم المساعدات المالية والعسكرية والاستراتيجية للمجاهدين الأفغان.
تلقت الاستخبارات الباكستانية مليارات الدولارات كمساعدات عسكرية من السي آي إيه والمملكة العربية السعودية لتدريب وقيادة المتمردين الأفغان في محاولة لهزيمة السوفييت بعملية سرية عرفت باسم «عملية الإعصار». نُفذت العملية بالتعاون مع وكالة الاستخبارات المركزية الأمريكية التي قدمت المال والسلاح، كما درّبت الاستخبارات الباكستانية قيادات مجموعات المجاهدين الأفغان بالإضافة للمجاهدين الذين بدأوا حرب عصابات مع السوفييت، انسحب الاتحاد السوفييتي من أفغانستان في النهاية. طوّر الجنرال أختر خلال ذلك الوقت علاقة عمل فعالة للغاية مع بعض الشخصيات القيادية في الولايات المتحدة بما في ذلك مدير وكالة المخابرات المركزية ويليام كاسي وعضو الكونغرس تشارلي ويلسون.
ازداد اهتمام الجنرال أختر ببرنامج الأسلحة النووية الباكستاني خلال فترة توليه منصب مدير وكالة المخابرات المركزية الباكستانية وعمل بلا توقف من أجل جلب زملاء يتمتعون بالديناميكية والعزم على جعل وكالة المخابرات الباكستانية منظمة قادرة على التأثير على السياسات الداخلية والخارجية للبلاد، أصبحت وكالة الاستخبارات الباكستانية تحت قيادته واحدة من أقوى وكالات التجسس في العالم. رُقّي عندما كان في ذروة حياته المهنية في عام 1987 بعد أن كان قد حقق نجاحات ملحوظة في الحرب الأفغانية بالإضافة لجهوده في حماية البرنامج النووي الباكستاني لرتبة لواء بأربعة نجوم وعُيّن رئيساً للجنة الأركان المشتركة وهو أعلى منصب لرتبة الأربعة نجوم في القوات المسلحة الباكستانية.

### وفاته
توفي الجنرال أختر في 17 أغسطس 1988 في حادث تحطم طائرة حدث فيه العديد من الإصابات البارزة الأخرى بما في ذلك إصابة الرئيس الباكستاني ضياء الحق والسفير الأمريكي في باكستان أرنولد لويس رافاييل. كان الجنرال أختر قد رافق الجنرال ضياء إلى باهاوالبور بطائرته الرئاسية من طراز سي-130 بي هيركليز ليشاهد دبابة أمريكية من طراز م1 أبرامز، غادرت الطائرة مطار باهاوالبور بعد أن شاهد الجنرال الدبابة وكان من المتوقع أن تصل لمطار إسلام آباد الدولي قبل أن يفقد برج التحكم الاتصال بالطائرة بعد وقت قصير من الإقلاع الذي كان سلساً، تحدث الشهود الذين شاهدوا الطائرة وهي في الهواء أنها كانت تطير بشكل خاطئ قبل أن تنفجر، انفجرت الطائرة عند الاصطدام مودية بحياة جميع الركاب ال31 الذين كانوا على متنها. أعلن رئيس مجلس الشيوخ غلام إسحاق خان فاة ضياء على التلفزيون والإذاعة بعد وقت قصير من تحطم الطائرة وأصبح رئيساً للبلاد. كان هناك تكهنات عديدة عن تورط وكالات الاستخبارات الحكومية المختلفة بما في ذلك الكي جي بي السوفييتي وراو الهندية والموساد الإسرائيلي وخاد الأفغاني (رداً على دعمهم للمجاهدين الأفغان) في الحادث، كما تكهن البعض بوجود تحالف بين وكالات استخبارات الدول الأربع بالإضافة لبعض الجماعات المنشقة داخل الجيش الباكستاني للقيام بالحادثة.
شُكلت لجنة تحقيق بعد وقت قصير من تحطم الطائرة للتحقيق بالحادثة، واستنتجت أن السبب الأكثر احتمالاً للحادثة هو عمل إجرامي من ضمن أعمال أخرى حدثت على متن الطائرة إذ أشارت إلى إطلاق غازات سامة تسببت بشلل الركاب وطاقم الطائرة وهذا الأمر يفسر سبب عدم إعطاء أية إشارة لقناة ماي داي. هناك أيضاً بعض الغموض حول بعض الحقائق الأخرى، إذ لم يتم تحديد موقع الصندوق الأسود (مسجل الرحلة) بعد تحطم الطائرة. بقي سبب تحطم الطائرة لغزاً حتى يومنا هذا وأثار العديد من نظريات المؤامرة.